# Suối Mỏ Hương
Suối Mỏ Hương là một con suối đổ ra Sông Sỏi. Suối có chiều dài 11 km và diện tích lưu vực là 28 km². Suối Mỏ Hương chảy qua các tỉnh Bắc Giang, Lạng Sơn.